# Scheve Klap
Scheve Klap is een gehucht op de grens van de gemeenten Eemsdelta en Oldambt aan de Heemweg van Woldendorp naar de N362. Het ligt ten oosten van Kopaf, ten zuiden van Zomerdijk, ten zuidwesten van Woldendorp en ten noordoosten van Nieuwolda. Het gehucht ligt aan de Termunterzijldiep en heeft ongeveer 5 huizen.
Het plaatsje is genoemd naar de gelijknamige ophaalbrug (in Groningen ook klapbrug of klap genoemd) over het Termunterzijldiep, gebouwd omstreeks 1830 ter vervanging van een houten brug of til genaamd Schevetil. Deze Scheve Tijll  wordt al genoemd in 1611 en staat afgebeeld als d'Scheeve till of Scheve Til op de provinciekaarten van Visscher en Starkenborgh van ca. 1680 en op die van Theodorus Beckeringh uit 1781. De Schevetil is vermoedelijk kort na het graven van het kanaal in 1601 gebouwd. Omdat de brug in de bocht van het Zijldiepligt, maakt de weg een kleine slinger, waardoor de brug scheef in de weg ligt. De Heemweg werd Schevetilsterweg genoemd, later Scheveklapsterweg of Scheveklapsterdwarsweg. Ook staat hij wel als Wagenborgerweg op de kaart.
Het verlaten gebied tussen de Heemweg en de Zomerdijk werd vroeger tot De Heemen gerekend. Hier was tot ver in de 17e eeuw verspreide bewoning te vinden. Het gebied behoorde vanouds gedeeltelijk tot het kerspel Nieuwolda, maar werd in 1808 bij de gemeente Termunten gevoegd.
Bij de Scheveklap stond sinds ongeveer 1794 een van de beide watermolens van het waterschap Weerdijk, ook wel Scheveklapster Watermolen genoemd. Hij werd, in 1890 vervangen door een stoomgemaal en in 1924 door een elektrisch gemaal, herbouwd in 1947 en in 1975 buiten gebruik gesteld.
De Scheveklapstermolenpolder was een waterschap ten zuiden van de Heemweg, dat in 1867 opging in het waterschap Weerdijk.